# یواس‌اس گرانیون (اس‌اس-۲۱۶)
یواس‌اس گرانیون (اس‌اس-۲۱۶) (به انگلیسی: USS Grunion (SS-216)) یک زیردریایی بود که طول آن ۳۱۱ فوت ۹ اینچ (۹۵٫۰۲ متر) بود. این زیردریایی در سال ۱۹۴۱ ساخته شد.